# فولکلینگ
فولکلینگ (به فرانسوی: Folkling) یک کمون در فرانسه است که در Canton of Behren-lès-Forbach واقع شده‌است.

## خصوصیات
فولکلینگ ۱۱٫۸۷ کیلومترمربع مساحت و ۱٬۳۸۶ نفر جمعیت دارد و ۲۸۰ متر بالاتر از سطح دریا واقع شده‌است.